# Euxoa corporea
Euxoa corporea är en fjärilsart som beskrevs av Corti 1931. Euxoa corporea ingår i släktet Euxoa och familjen nattflyn. Inga underarter finns listade i Catalogue of Life.